# نادي كرة القدم بالجريصة
نادي كرة القدم بالجريصة هو فريق كرة قدم تونسي تأسس عام 1922 في مدينة الجريصة، ولاية الكاف. يلعب الفريق في الرابطة التونسية الثالثة لكرة القدم مستوى ثاني في موسم 2020 - 2021.

## وصلة خارجية
- صفحة نادي كرة القدم بالجريصة على موقع كوووة.